# 川西滇紫草
川西滇紫草（学名：Onosma mertensioides）为紫草科滇紫草属的植物，为中国的特有植物。分布在中国大陆的四川等地，生长于海拔3,900米至4,000米的地区，多生长在山坡草地及潮湿水沟边，目前尚未由人工引种栽培。